# كافورما
 دمج مع قورما

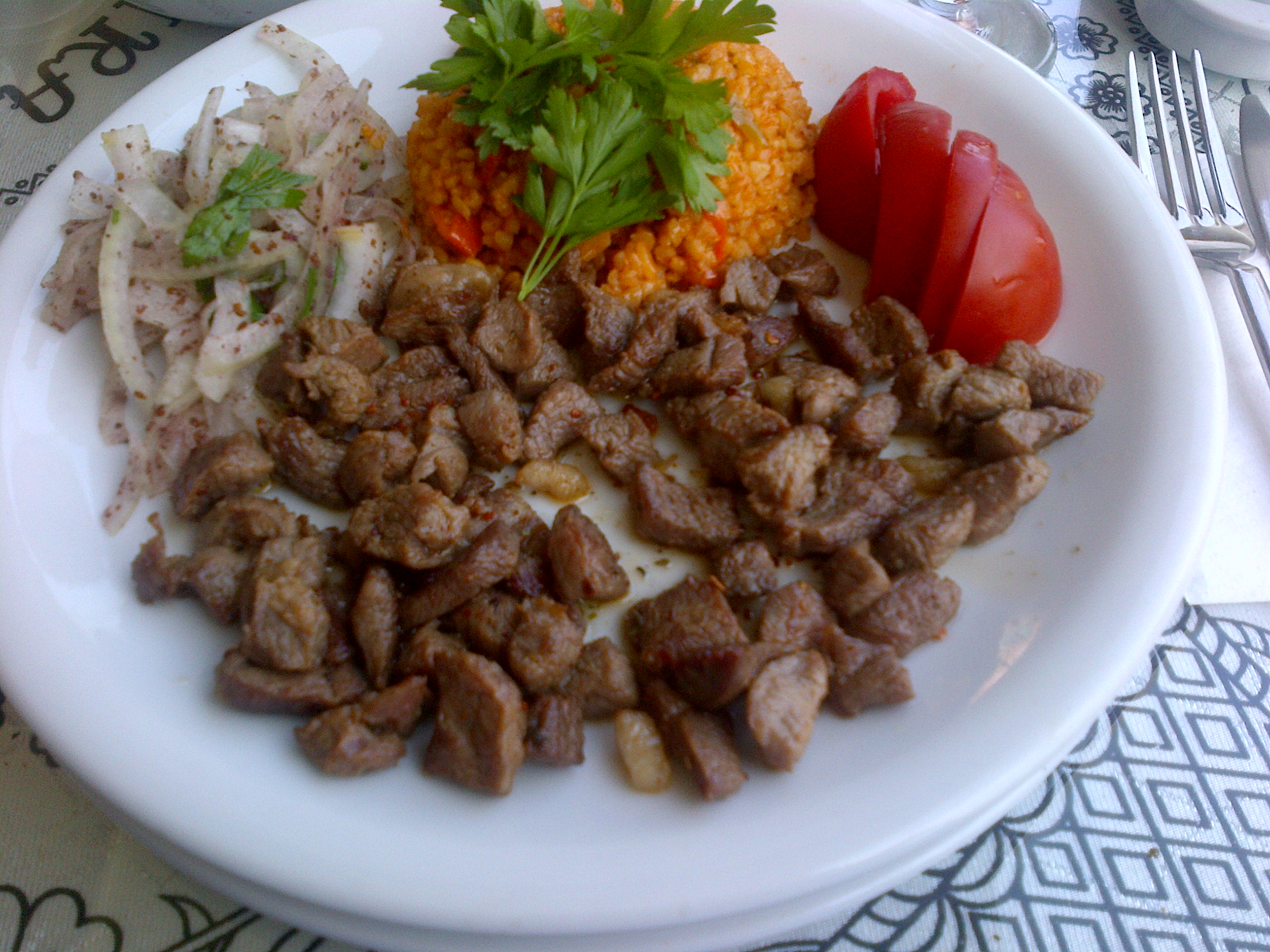
لحم الكافورما

طبق تركي، يعتبر صنف رئيسي في المطبخ التركي من اللحم المحمر أو المقلي ،وهذا الاسم يشير أيضا إلي نسخة أخرى معلبة أو محفوظة لطبق شبيه يتم تحضيره عن طريق القلي الجاف لخفض نسبة الدهون.